# Соверето (Бари)
Соверето (итал. Sovereto) је насеље у Италији у округу Бари, региону Апулија.
Према процени из 2011. у насељу је живело 34 становника. Насеље се налази на надморској висини од 177 м.